# Obelisco del Quirinale

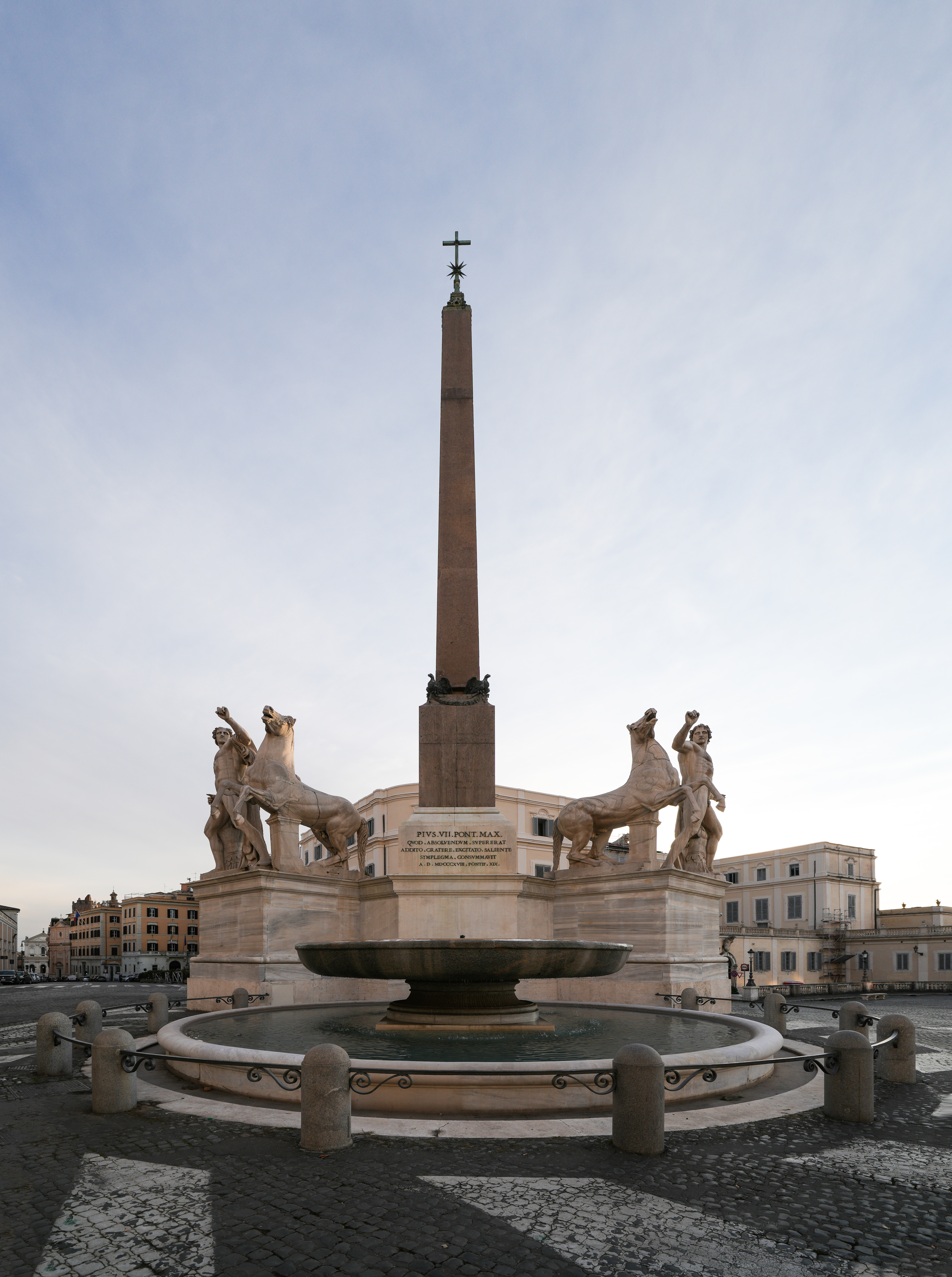
Obelisk mit Dioskurenbrunnen, 2007

Der Obelisco del Quirinale ist ein römischer Obelisk. Er steht vor dem Quirinalspalast auf der Piazza del Quirinale.

## Beschreibung
Der Obelisk ist 14,8 Meter hoch und ist ohne jede Inschrift. Dieser Obelisk wurde vermutlich im Auftrag Domitians als Kopie eines ägyptischen Obelisken gefertigt und stand ursprünglich zusammen mit einem identischen Gegenstück, dem Obelisco Esquilino, vor dem Augustusmausoleum. Er wurde 1781 auf Anordnung von Papst Pius VI. ausgegraben und 1786 vor der päpstlichen Sommerresidenz, dem Quirinalspalast, aufgestellt.
Der Obelisk ist flankiert von Statuen der Dioskuren Castor und Pollux mit ihren Pferden und bekrönt den Dioskurenbrunnen. Diese römischen Marmorgruppen, deren Vorbilder Phidias und Praxiteles zugeschrieben werden, standen vor den Thermen Konstantins und wurden bereits unter Sixtus V. von Domenico Fontana auf dem Quirinalsplatz aufgestellt.